# قائمة الهاتريك في كأس العالم للسيدات التابعة للفيفا

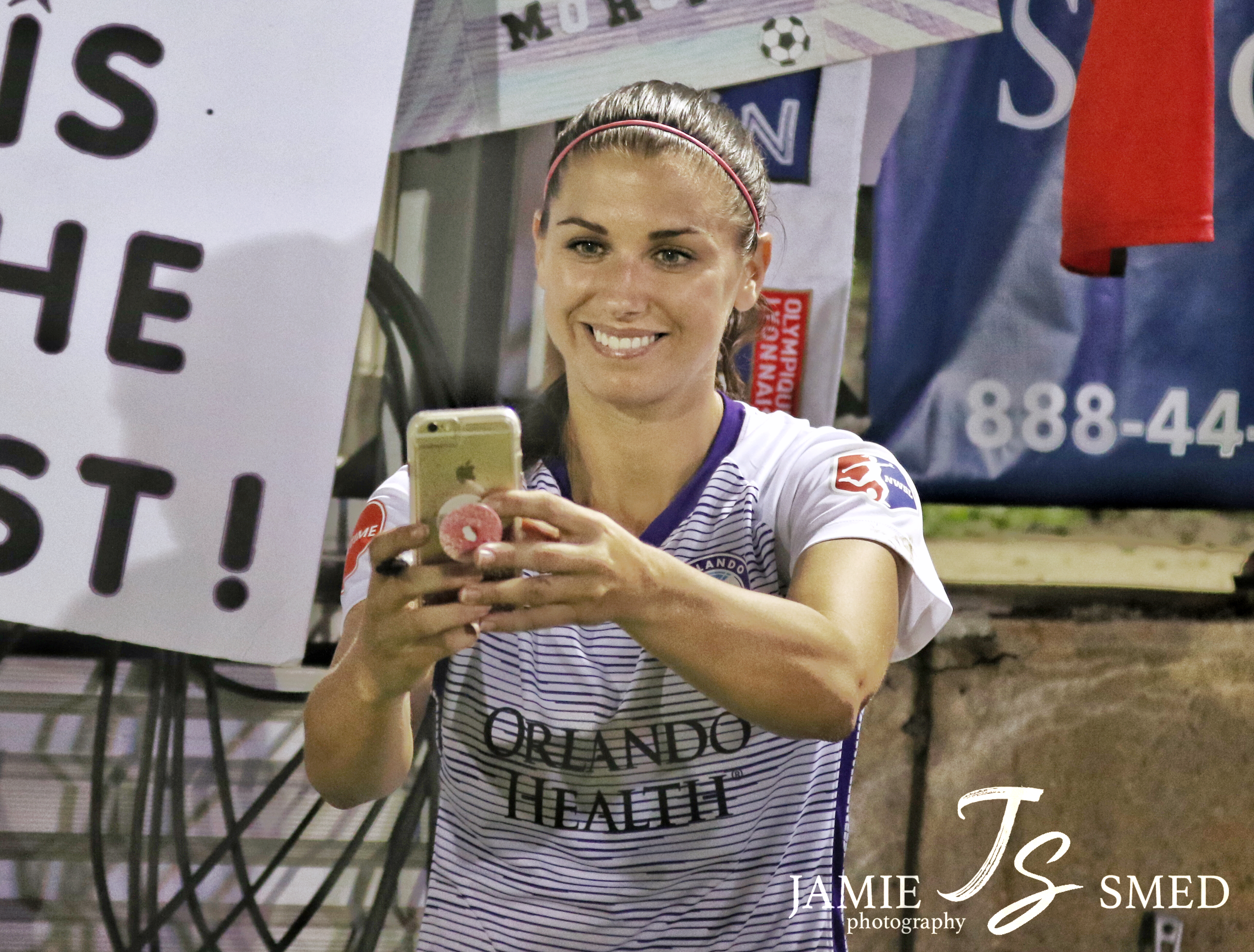
سجلت أليكس مورغان لاعبة الولايات المتحدة 5 أهداف في الفوز القياسي 13-0 على تايلاند.

هذه قائمة بجميع الهاتريكات التي تم تسجيلها خلال بطولات كأس العالم للسيدات؛ أي المناسبات التي سجلت فيها لاعبة ثلاثة أهداف أو أكثر في مباراة واحدة لكأس العالم لكرة القدم (باستثناء مباريات تصفيات كأس العالم للسيدات). حتى الآن، تم تسجيل 27 هاتريك في أكثر من 270 مباراة في النسخ التسع من بطولة كأس العالم. بما أن الاتحاد الدولي لكرة القدم (فيفا) هو الهيئة الحاكمة لكرة القدم، فإن الهاتريكات الرسمية لا يتم تسجيلها إلا عندما يعترف الاتحاد الدولي لكرة القدم بتسجيل ثلاثة أهداف على الأقل من قبل لاعبة واحدة في مباراة واحدة.
تم تسجيل أول هاتريك بواسطة كارولينا موراتشي من إيطاليا، أثناء لعبها ضد تايبيه الصينية في كأس العالم للسيدات 1991؛ وكانت الأحدث (اعتبارًا من 2023 أغسطس 02) بواسطة كاديدياتو دياني من فرنسا، أثناء لعبها ضد بنما في كأس العالم للسيدات 2023.
الرقم القياسي لعدد الهاتريكات في بطولة واحدة لكأس العالم هو ستة، وقد حدث ذلك خلال بطولة كأس العالم للسيدات 2015 في كندا، تزامناً مع توسع البطولة من 16 إلى 24 فريقاً.

## هاتريكات كأس العالم البارزة
- كانت كارولينا موراتشي أول لاعبة تسجل هاتريك في مباراة بكأس العالم، وذلك في 17 نوفمبر 1991 ضد تايبيه الصينية.
- الهاتريك الوحيد في المباراة النهائية سجلته كارلي لويد من الولايات المتحدة في نهائي 2015 ضد اليابان. وهذه أيضًا هي الهاتريك الوحيدة في أي نهائي لكأس العالم في الوقت الأصلي، حيث لم تكتمل الهاتريكات الوحيدة في نهائيات كأس العالم للرجال إلا في الوقت الإضافي.
- ميشيل أكيرز وأليكس مورجان هما اللاعبتان الوحيدتان في تاريخ كأس العالم اللتان سجلتا خمسة أهداف في مباراة واحدة. وقد فعلت أكيرز هذا خلال مباراة كأس العالم للسيدات لكرة القدم عام 1991 بين الولايات المتحدة وتايبيه الصينية. وقد فعلت مورجان ذلك خلال بطولة كأس العالم للسيدات 2019 لكرة القدم بين الولايات المتحدة وتايلاند في دور المجموعات.
- لقد كانت هناك أربع مناسبات تم فيها تسجيل هاتريكين في نفس المباراة.
  - كأس العالم للسيدات 1999: فازت البرازيل على المكسيك، وسجلت سيسي وبريتينيا، كلتاهما تلعبان لصالح البرازيل، ثلاثة أهداف.
  - كأس العالم للسيدات 2007: فازت ألمانيا على الأرجنتين، وسجلت بيرجيت برينز وساندرا سميشيك هاتريك لصالح ألمانيا.
  - كأس العالم للسيدات 2015: تغلبت ألمانيا على ساحل العاج، وسجلت سيليا شاشيتش وأنيا ميتاج هاتريكين لصالح ألمانيا، مما جعل ألمانيا الدولة الوحيدة التي فازت في مباراتين بهاتريكين.
  - كأس العالم للسيدات 2015: فازت سويسرا على الإكوادور، وسجلت فابيان هوم ورامونا باخمان ستة من أهداف سويسرا العشرة.
- أقصر هاتريك تم تحقيقها - أي أقصر وقت بين الهدف الأول والثالث - هي التي أحرزتها السويسرية فابيان هوم في عام 2015 ضد الإكوادور. سجلت في الدقائق 47 و49 و52، مما جعل الوقت بين هدفها الأول والثالث 5 دقائق فقط. [1]
- أسرع هاتريك كان من نصيب كارلي لويد، التي سجلت في الدقيقة 3 و5 و16، أثناء لعبها مع الولايات المتحدة في نهائي 2015 ضد اليابان. وهذه أيضًا أسرع هاتريك في أي مباراة بكأس العالم، حيث لم تكتمل أسرع هاتريك في كأس العالم للرجال إلا في الدقيقة 24.
- أطول هاتريك تم تحقيقه - أكبر وقت بين الهدف الأول والثالث - هو ما سجلته النرويجية آن كريستين آرونيس في عام 1995 ضد كندا والنرويجية صوفي رومان هاوج في عام 2023 ضد الفلبين. سجلت آرونيس في الدقائق 4 و21 و90+3، وسجلت رومان هاوج في الدقائق 6 و16 و90+5، ليصبح الوقت بين هدفيهما الأول والثالث 89 دقيقة.
- أصغر لاعبة تسجل هاتريك هو إينكا جرينجز بعمر 20 عامًا و236 يومًا.
- أكبر لاعبة سناً تسجل هاتريك هي كريستيان روزيرا دي سوزا سيلفا بعمر 34 عاماً و25 يوماً.

## قائمة الهاتريك في كأس العالم
| المفاتيح | المفاتيح                       |
| -------- | ------------------------------ |
|          | خسر فريق اللاعبة المباراة      |
|          | تعادل فريق اللاعبة في المباراة |

| #  | اللاعبة             | هـ | وقت الأهداف                   | مع               | النتيجة | ضد             | البطولة                  | المرحلة                       | التاريخ        | م.          |
| -- | ------------------- | -- | ----------------------------- | ---------------- | ------- | -------------- | ------------------------ | ----------------------------- | -------------- | ----------- |
| 1  | Carolina Morace     |    | 37', 52', 66'                 | إيطاليا          | 5–0     | تايبيه الصينية | الصين، 1991              | كأس العالم للسيدات 1991       | 1991 نوفمبر 17 | [ 2 ]       |
| 2  | Michelle Akers      | 5  | 8', 29', 33', 44' (ر.ج.), 48' | الولايات المتحدة | 7–0     | تايبيه الصينية | الصين، 1991              | كأس العالم للسيدات 1991       | 1991 نوفمبر 24 | [ 2 ]       |
| 3  | كارين جينينجز       |    | 10', 22', 33'                 | الولايات المتحدة | 5–2     | ألمانيا        | الصين، 1991              | كأس العالم للسيدات 1991       | 1991 نوفمبر 27 | [ 2 ]       |
| 4  | Kristin Sandberg    |    | 30', 44', 82'                 | النرويج          | 8–0     | نيجيريا        | 1995، السويد             | كأس العالم للسيدات 1995       | 1995 يونيو 6   | [ 2 ]       |
| 5  | Ann Kristin Aarønes |    | 4', 21', 90+3'                | النرويج          | 7–0     | كندا           | 1995، السويد             | كأس العالم للسيدات 1995       | 1995 يونيو 10  | [ 2 ]       |
| 6  | سيسي                |    | 29', 42', 50'                 | البرازيل         | 7–1     | المكسيك        | الولايات المتحدة، 1999   | كأس العالم للسيدات 1999       | 1999 يونيو 19  | [ 2 ]       |
| 7  | بريتينيا            |    | 3', 12', 90+1'                | البرازيل         | 7–1     | المكسيك        | الولايات المتحدة، 1999   | كأس العالم للسيدات 1999       | 1999 يونيو 19  | [ 2 ]       |
| 8  | سن وين              |    | 9', 21', 54'                  | الصين            | 7–0     | غانا           | الولايات المتحدة، 1999   | كأس العالم للسيدات 1999       | 1999 يونيو 23  | [ 2 ]       |
| 9  | Inka Grings         |    | 10', 57', 90+2'               | ألمانيا          | 6–0     | المكسيك        | الولايات المتحدة، 1999   | كأس العالم للسيدات 1999       | 1999 يونيو 24  | [ 2 ]       |
| 10 | Mio Otani           |    | 72', 75', 80'                 | اليابان          | 6–0     | الأرجنتين      | الولايات المتحدة، 2003   | كأس العالم للسيدات 2003       | 2003 سبتمبر 20 | [ 3 ]       |
| 11 | Birgit Prinz        |    | 29', 45+1', 59'               | ألمانيا          | 11–0    | الأرجنتين      | الصين، 2007              | كأس العالم للسيدات 2007       | 2007 سبتمبر 10 | [ 2 ]       |
| 12 | ساندرا سميسك        |    | 57', 70', 79'                 | ألمانيا          | 11–0    | الأرجنتين      | الصين، 2007              | كأس العالم للسيدات 2007       | 2007 سبتمبر 10 | [ 2 ]       |
| 13 | رانهيلد جولبراندسن  |    | 39', 59', 62'                 | النرويج          | 7–2     | غانا           | الصين، 2007              | كأس العالم للسيدات 2007       | 2007 سبتمبر 20 | [ 2 ]       |
| 14 | Homare Sawa         |    | 13', 39', 80'                 | اليابان          | 4–0     | المكسيك        | ألمانيا، 2011            | كأس العالم للسيدات 2011       | 2011 يوليو 1   | [ 2 ]       |
| 15 | Celia Šašić         |    | 3', 14', 31'                  | ألمانيا          | 10–0    | ساحل العاج     | كندا، 2015               | كأس العالم للسيدات 2015       | 2015 يونيو 7   | [ 4 ]       |
| 16 | Anja Mittag         |    | 29', 35', 64'                 | ألمانيا          | 10–0    | ساحل العاج     | كندا، 2015               | كأس العالم للسيدات 2015       | 2015 يونيو 7   | [ 4 ]       |
| 17 | غايل إنغانامويت     |    | 36', 73', 90+4' (ر.ج.)        | الكاميرون        | 6–0     | الإكوادور      | كندا، 2015               | كأس العالم للسيدات 2015       | 2015 يونيو 8   | [ 5 ]       |
| 18 | فابيان هام          |    | 47', 49', 52'                 | سويسرا           | 10–1    | الإكوادور      | كندا، 2015               | كأس العالم للسيدات 2015       | 2015 يونيو 12  | [ 6 ]       |
| 19 | Ramona Bachmann     |    | 60' (ر.ج.), 61', 81'          | سويسرا           | 10–1    | الإكوادور      | كندا، 2015               | كأس العالم للسيدات 2015       | 2015 يونيو 12  | [ 6 ]       |
| 20 | Carli Lloyd         |    | 3', 5', 16'                   | الولايات المتحدة | 5–2     | اليابان        | كندا، 2015               | نهائي كأس العالم للسيدات 2015 | 2015 يوليو 5   | [ 6 ] [ 7 ] |
| 21 | كرستياني روزييرا    |    | 15', 50', 64'                 | البرازيل         | 3–0     | جامايكا        | فرنسا، 2019              | كأس العالم للسيدات 2019       | 2019 يونيو 9   | [ 8 ]       |
| 22 | Alex Morgan         | 5  | 12', 53', 74', 81', 87'       | الولايات المتحدة | 13–0    | تايلاند        | فرنسا، 2019              | كأس العالم للسيدات 2019       | 2019 يونيو 11  | [ 9 ]       |
| 23 | Cristiana Girelli   |    | 12' (ر.ج.), 25', 46'          | إيطاليا          | 5–0     | جامايكا        | فرنسا، 2019              | كأس العالم للسيدات 2019       | 2019 يونيو 14  | [ 10 ]      |
| 24 | Sam Kerr            | 4  | 11', 42', 69', 83'            | أستراليا         | 4–1     | جامايكا        | فرنسا، 2019              | كأس العالم للسيدات 2019       | 2019 يونيو 18  | [ 11 ]      |
| 25 | آري بورخيس          |    | 19', 39', 70'                 | البرازيل         | 4–0     | بنما           | أستراليا/نيوزيلندا، 2023 | كأس العالم للسيدات 2023       | 2023 يوليو 24  | [ 12 ]      |
| 26 | صوفي رومان هاوج     |    | 6', 16', 90+5'                | النرويج          | 6–0     | الفلبين        | أستراليا/نيوزيلندا، 2023 | كأس العالم للسيدات 2023       | 2023 يوليو 30  | [ 13 ]      |
| 27 | Kadidiatou Diani    |    | 28', 37' (ر.ج.), 52' (ر.ج.)   | فرنسا            | 6–3     | بنما           | أستراليا/نيوزيلندا، 2023 | كأس العالم للسيدات 2023       | 2023 أغسطس 2   | [ 14 ]      |